# آواز زمین (ترانه)
«آواز زمین»، «ترانهٔ زمین» یا «سرود زمین» (به انگلیسی: Earth Song) نام سومین تک‌آهنگ از نهمین آلبوم استودیویی مایکل جکسون به نام تاریخ است. ترانه‌نویس و آهنگساز «آواز زمین» خود مایکل جکسون می‌باشد و همچنین تهیه‌کنندهٔ آن مایکل جکسون و دیوید فاستر هستند.
بیان این آهنگ شباهت زیادی به آهنگ‌های «ما دنیاییم»، «مرد درون آینه» و «دنیا را التیام بده» دارد. مفهوم این آهنگ دربارهٔ نجات محیط زیست و حیات وحش است. این آهنگ که به مدت ۶ هفته در رتبهٔ ۱ جدول آهنگ‌های پرفروش انگلستان قرار داشت. «ترانهٔ زمین» در کشور آمریکا به صورت تک‌آهنگ منتشر نشد، به همین دلیل در جدول ۱۰۰ اثر برتر بیلبورد رده‌بندی نشد.
ترانهٔ زمین از طرف روزنامه‌نگاران و منتقدان بسیار مورد انتقاد و حتی توهین قرار گرفته‌است.
یکی از خبرنگاران شبکهٔ ام‌تی‌وی اروپا، این آهنگ را یک مشت چرند خواند. او در مورد کلیپ این آهنگ ادامه داد: «کلیپ حتی از خود آهنگ بدتر است. مایکل در این کلیپ، زندگی را به درختان باز می‌گرداند. مردگان را زنده می‌کند. خاک از بین رفته را آباد می‌کند. مگر او خداست؟»
بدین صورت، پیام مهمی که به قول خود مایکل در «ترانهٔ زمین» نهفته بود، بر اثر جنجالی که رسانه‌ها و روزنامه‌ها درست کردند، ناشنیده باقی ماند.
مایکل به‌خاطر این ترانه، جوایز متعددی از سازمان‌های محیط زیست و حمایت از حیوانات دریافت کرد.

## مقدمه
بیشتر مردم مشکلات [دیگران] را بیرون از دایرهٔ مشکلات زندگی خویش می‌دانند. اما من چنین احساسی ندارم. آن‌ها مشکلات بیرونی نیستند. من آن‌ها را در درونم حس می‌کنم. کودکی گریان در اتیوپی؛ یک مرغ دریایی گرفتار شده در نفت؛ سربازی نوجوان که با شنیدن صدای پرواز هواپیما بر بالای سرش، از ترس بر خود می‌لرزد. آیا وقتی چنین چیزهایی می‌بینم و می‌شنونم، آن‌ها درونمان جریان ندارند؟— مایکل جکسون، کتاب رقصاندن رویا (۱۹۹۲)، 
مایکل جکسون دست طولانی‌ای در ساخت آهنگ‌هایی با مضامین اجتماعی و نیکوکاری داشت. او قبل از ساخت «آواز زمین»، آهنگ‌هایی همانند «ما دنیاییم»، «مرد درون آینه»، «دنیا را التیام بده» و... را به صورت رسمی در آلبوم‌های قبلی خود منتشر کرده بود. او این مضامین را در آثارش وارد می‌کرد و با استفاده از شهرت و ثروتش آن‌ها را در بین مردم تبلیغ می‌کرد. او بنیاد خیریهٔ دنیا را التیام بده را در سال ۱۹۹۲ تأسیس کرد و تمام سود حاصل از تور جهانی خطرناک (۱۹۹۲) را به آن اهدا کرد. مایکل در زمان اجرای تور جهانی بد (۱۹۸۷) در هر شهری که میزبان تورش بود، به یتیم‌خانه‌ها و بیمارستان‌ها سر می‌زد.
او چند روز پیش از آنکه آهنگ «آواز زمین» را در هتلی در شهر وین، اتریش بسراید، در رم بود و به بیمارستان کودکان بمبین جزوو رفته بود و وقتش را صرف هدیه دادن، عکس گرفتن و دادن امضا به کودکان بیمار آنجا کرد و پیش از آنکه بیمارستان را ترک کند، بیش از ۱۰۰ هزار دلار به آنجا پول اهدا کرده بود.
بعد از بیماری و مرگ نوجوانی ۱۸ ساله به نام رایان وایت (۱۹۷۱ - ۱۹۹۰) بر اثر ابتلا به ویروس ایدز، مایکل به جلب توجه عموم نسبت به این بیماری کمک کرد؛ بیماری که در آن زمان هنوز جنجال‌برانگیز بود. او در مراسم آغاز ریاست جمهوری بیل کلینتون به‌طور علنی تقاضا کرد که بودجهٔ بیشتری برای کمک به بیماران مبتلا به ایدز و تحقیقات مربوط به این بیماری اختصاص داده شود. او آهنگ «خیلی زود رفت» را به رایان وایت و مبتلایان به ایدز تقدیم کرد.

## تولید و ضبط
مایکل جکسون «آواز زمین» را در تاریخ ۱ ژوئن ۱۹۸۸ در خلال برگزاری تور جهانی بد در شهر وین، اتریش نوشت و در ابتدا نامش را «پس ما چه» (به انگلیسی: What About Us) نامید.

من درد و رنج بسیاری برای وضع اسفناک سیارهٔ زمین در خود احساس می‌کنم... و این آهنگ برای من [به معنای] «آواز زمین» است؛ چون فکر می‌کنم که طبیعت تلاش بی‌وقفه‌ای برای جبران خسارت‌های وارد شده به زمین که نتیجهٔ عدم مدیریت صحیح ماست می‌کند... و من از این اتفاق الهام گرفتم.

### موضوع آهنگ
محور اصلی آهنگ «آواز زمین» دربارهٔ ویرانی زمین و جنایاتی است که توسط انسان‌ها روی آن انجام می‌شود. در ابتدای آهنگ جکسون می‌خواند: «طلوع خورشید را چه شد? چه بر سر باران آمد؟ چه بر سر تمام آن چیزهایی آمد که گفتی دوباره خواهیم بود. دشت‌های کشتار را چه شد؟ آیا زمانی [برای جبران و شرمندگی] هست؟ چه بر سر تمام آن چیزهایی آمد که گفتی به من و تو تعلق دارند. آیا هرگز درنگی کردی تا متوجه شوی؟ تمامی خون‌هایی را که ما بر زمین ریخته‌ایم. آیا هرگز درنگی کردی تا متوجه شوی [درد] این زمین گریان را، این ساحل‌های در حال هق هق را... ما با دنیا چه کرده‌ایم؟ نگاه کن ما چه کرده‌ایم. چه بر سر تمام آن صلحی رفت که تو در گرو تنها پسرت قرار دادی؟ دشت‌های گل را چه شد؟ آیا زمانی [برای جبران و شرمندگی] هست؟ چه بر سر تمام آن رویاهایی آمد که گفتی به من و تو تعلق دارند؟ آیا هرگز درنگی کردی تا متوجه شوی؟ تمام کودکانی را که مردند در جنگ. آیا هرگز درنگی کردی تا متوجه شوی؟ [درد] زمین گریان را، ساحل‌های در حال هق هق را... زمانی من، دل به رؤیا می‌سپردم. زمانی من، به آن سوی ستاره‌ها می‌نگریستم. [اما] اکنون نمی‌دانم کجا هستیم... گرچه می‌دانم که به راه دوری برده شده‌ایم».

## انتشار و میزان فروش
«آواز زمین» در ۲۷ نوامبر ۱۹۹۵ در قالب تک‌آهنگ عرضه شد. این تک‌آهنگ در بیش از ۱۳ کشور جهان شماره‌یک شد اما در کشور آمریکا هرگز به صورت تک آهنگ منتشر نشد. «آواز زمین» تقریباً در تمام کشورهای اروپا جزء ۵ تک‌آهنگ برتر بود.
«آواز زمین» پس از انتشار، توانست به مدت ۶ هفتهٔ متوالی در رتبهٔ ۱ جدول انگلستان بماند و پس از آن که در کل ماه دسامبر شماره یک بود، تک‌آهنگ شماره یک جدول تک‌آهنگ‌های شماره یک کریسمس در انگلستان در سال ۱۹۹۵ بشود. تک‌آهنگ «آواز زمین» هم‌اکنون با فروش بیش از ۱ میلیون نسخه، پرفروش‌ترین تک‌آهنگ جکسون در کشور انگلستان است.
«آواز زمین» اولین تک‌آهنگ جکسون بود که در جدول تک‌آهنگ‌های آلمان به رتبهٔ یک دست یافت. و توانست به مدت ۵ هفتهٔ متوالی جایگاه‌اش را در آن حفظ کند. «آواز زمین» موفق‌ترین آهنگ مایکل در کشور آلمان و جزء ۱۰ آهنگ موفق پاپ در تاریخ آلمان نیز است.
تک‌آهنگ «آواز زمین» در آمریکا منتشر نشد و فقط در رادیوها پخش شد؛ به همین دلیل در جدول ۱۰۰ آهنگ داغ بیلبورد رتبه‌بندی نشد. اما در جدول آهنگ‌های داغ رقصی کلوپ در رتبهٔ ۱۱ قرار گرفت.
در سال ۲۰۰۶، ترانهٔ «آواز زمین» در آلبوم رؤیایی: تک ویدیوها دوباره منتشر شد و توانست به رتبهٔ ۵۵ جدول ۱۰۰ تک‌آهنگ داغ اروپا دست یافت. آلبوم رؤیایی: تک ویدیوها حاوی ۲۰ عدد از برترین آهنگ‌های مایکل بود که در کشورهای اروپایی منتشر شد.

## نماهنگ

تصویری از مایکل جکسون در نماهنگ «ترانهٔ زمین». این صحنه در وارویک، ایالت نیویورک در یک جنگل امن شبیه‌سازی شده تصویربرداری شده‌است.

نماهنگ (موزیک ویدئو) «ترانهٔ زمین» در ۴ مکان جغرافیایی فیلم‌برداری شده‌است. اولین مکان فیلم‌برداری در قسمتی از جنگل آمازون (آمریکای جنوبی) بود؛ جایی که بخش عمده‌ای از آن تنها یک هفته پس از اتمام فیلم‌برداری توسط سودجویان تخریب شد و از بین رفت. افرادی که در صحنهٔ جنگل آمازون شرکت داشتند از اتباع و بومی‌های همان مناطق بودند و نه بازیگر حرفه‌ای. مکان دوم، یک منطقهٔ جنگی در کرواسی (اروپا) بود که با نقش‌نمایی بازیگر معروف اهل صربستان با نام Slobodan Dimitrijević که در آن منطقه ساکن بود فیلم‌برداری شد. محل سوم در تانزانیا (آفریقا) فیلم‌برداری شده بود که در آن شکارهای غیرقانونی توسط شکارچیان را نشان می‌داد.
مکان نهایی در وارویک، ایالت نیویورک، آمریکا فیلم‌بردای شد که در آن یک جنگل امن شبیه‌سازی شده در یک مزرعهٔ ذرت در آتش می‌سوزد و مایکل در حال قدم زدن در آن است.
در هیچکدام از مراحل فیلم‌برداری، هیچ حیوانی از طرف عوامل ساخت نماهنگ مورد حمله یا صدمه قرار نگرفت و تصاویر حیوانات کشته شده مربوط به بایگانی‌های مستندهای معروف بودند. اما با این وجود در هنگام فیلم‌برداری، یک شکارچی، یک فیل را از مسافت ۱ مایلی از مکان فیلم‌برداری مورد اصابت گلوله قرار داد و کشت. صحنهٔ کشته شدن این فیل در نماهنگ گنجانده نشده‌است.
نماهنگ «ترانهٔ زمین» از زمان انتشارش، به ندرت در آمریکا پخش شده‌است.
این نماهنگ بعدها در آلبوم‌های ویدئویی تاریخ در فیلم، جلد ۲ (۱۹۹۵)، نامبر وانز (۲۰۰۳) و ویژن (۲۰۱۰) منتشر شد.

### تقدیرها و نقدها
نماهنگ «ترانهٔ زمین» توسط نیک برانت، عکاس هنرهای زیبا گارگردانی شد و با استقبال خوبی همراه شد به‌طوری‌که برندهٔ جایزهٔ بهترین ویدئو سال ۱۹۹۶ از مراسم «فیلم لو فانتاستیک»، جایزه موسیقی دوریس دی از مراسم جایزهٔ جِنیسِس و نامزد جایزهٔ «بهترین نماهنگ، شکل کوتاه سال ۱۹۹۷» از مراسم جوایز گِرَمی شد.

## اجراهای زنده مهم

### اجرا در مراسم جایزه بریت و جنجال ضدیهود و ضددین بودن جکسون
در ۱۹ فوریه ۱۹۹۶ در مراسم جایزه بریت در انگلستان، مایکل برای اولین بار «آواز زمین» را اجرا کرد و جایزهٔ هنرمند نسل را دریافت کرد.
مایکل در ابتدا با لباسی سیاه که نمادی از آلودگی زمین و ویرانی حاصل از جنگ بود، به روی صحنه آمد. سپس بر روی چری پیکر (یک نوع جرثقیل) می‌رود تا به گفتهٔ خودش از جانب سیارهٔ زمین، مردم را مورد خطاب قرار دهد تا بیدار شوند و زمین را پیش از آن که دیر شود نجات دهند. او سپس از جرثقیل پایین آمد و لباس‌های سیاه را از تنش بیرون آورد در حالی که در زیر آن، لباس سفیدی پوشیده بود که نماد پاک شدن زمین از آلودگی‌ها، به پایان رسیدن جنگ‌ها، آبادسازی زمین و بازگشتش به وضع پیشینش بود. افرادی که بر روی صحنه قرار داشتند و هر کدام لباس قوم و ملت خاصی را پوشیده بودند و نماد تمام مردمشان بودند به سمت مایکل که استعاره‌ای از زمین پاک و تمیز شده‌است می‌روند و آن را در آغوش می‌گیرند. و مایکل بر روی صحنه در بین حدوداً ۴۰ کودک که نمایندگان کودکان محروم جهان بودند، احاطه شد.
اما در قسمتی که مایکل بر روی جرثقیل بر بالای سر حاضرین در سالن به پرواز درآمد، جارویس کاکر به طرف صحنه هجوم برد و دو انگشتش را به حالتی توهین‌آمیز به سمت مایکل در هوا تکان داد و صف خوانندگان بر روی صحنه را بر هم زد. او به دور صحنه می‌چرخید و از وسایل صحنهٔ نمایش بالا می‌رفت و تقلید مایکل را انجام می‌داد. کاکر به چند کودک آسیب رساند و باعث شد تا آن‌ها از روی صحنه به پایین پرتاب بشوند و به کودکی نیز مشت زد و کودکی هم از ناحیهٔ گوش آسیب دید. در پی این اقدام، کاکر دستگیر شد و به ادارهٔ پلیس تحویل داده شد.
پس از این اقدام، والدین کودکان روی صحنه خشم خودشان را در روزنامه‌ها ابراز کردند.
مادر یکی از بچه‌ها گفت: «آن مرد (کاکر) بزرگترین شب زندگی دخترم را خراب کرد. من دیدم یک نفر دخترم را از زمین بلند کرده و سعی داشت او را به پایین پرتاب کند. من فکر کردم یک آدم دیوانه وارد صحنه شده‌است و می‌خواهد خودش را به مایکل برساند. کدام آدم عاقلی چنین کاری با یک بچه می‌کند؟ من نمی‌دانم او (کاکر) کیست یا فکر می‌کند که چه کسی است. اما من دوست دارم همین کار را با او بکنم یا کاری بسیار بدتر از آن را. دخترم، اشلی، هفته‌ها خودش را برای این شب رویایی آماده می‌کرد و این دیوانه تمام زحمت‌هایش را در عرض چند لحظه بر باد داد. اگر می‌توانستم او را با دست‌هایم خفه می‌کردم».
مایکل جکسون در بیانیه‌ای «کاکر» را متهم به رفتار نفرت‌برانگیز و شرم‌آور کرد. کمپانی اپیک رکوردز شرح داد:
مایکل نمی‌تواند بی‌حرمتی او را نسبت به افراد حاضر در صحنه درک کند. او از این واقعه، بیزار، غمگین، شوکه، ناراحت و عصبانی شده‌است اما در عین حال از اینکه اعضای گروه، علی‌رغم رفتار نفرت‌برانگیز و شرم‌آور فردی که می‌خواست این نمایش را بر هم بزند، توانستند به اجرای این آهنگ ادامه دهند، بی‌اندازه احساس غرور می‌کند. نگرانی اصلی مایکل از بابت افرادی است که برای این اجرا زحمت کشیده بودند و همچنین بچه‌هایی که در این حادثه صدمه دیده‌اند.

کاکر نیز در بیانیه‌ای که منتشر کرد، ارتکاب هرگونه جرمی را رد کرد. 
من هیچ کار خلافی انجام ندادم. من از مایکل جکسون خوشم نمی‌آید اما به کسی صدمه نزدم. من به کسی حمله نکردم. آنچه انجام دادم اعتراضی بود نسبت به اعمال و رفتار جکسون که خودش را مسیح می‌بیند و می‌خواهد دنیا را شفا بدهد. من دیگر نمی‌توانستم آن را تحمل کنم. صنعت موسیقی به خاطر ثروت و قدرتی که جکسون دارد به او اجازه می‌دهد تا خیالات و توهم‌هایش را پرورش دهد.
سپس سخنگوی کاکر گفت که به خاطر افترایی که مایکل علیه او زده است، قصد شکایت از مایکل را دارد. او همچنین ادعا کرد که یک نوار ویدئویی از یکی از محافظان مایکل در حال زدن بچه‌ها، در دست دارد.
در پی این حادثه، مطبوعات انگلیس «کاکر» را به باد طعنه و استهزاء گرفتند. سردبیر روزنامهٔ سان (روزنامه‌ای که معمولأ چیزهای مثبتی در مورد مایکل به چاپ نمی‌رساند) نوشت: «مایکل جکسون یک ابر ستاره و یک هنرمند حرفه‌ای است. چیزی که جارویس کاکر هرگز نخواهد شد. ترتیب دهندگان این برنامه، قول دادند که ما شاهد یک اجرای بی‌نظیر از «جکو» (این لقب را رسانه‌های انگلیسی به مایکل دادند که معنی «خلو دیوانه» را می‌دهد) خواهیم بود. و او با آهنگ ترانهٔ زمین این را ثابت کرد. کاکر نتوانست مانع اجرای سلطان پاپ بشود».
این روزنامه با دادن ۹ امتیاز از ۱۰ امتیاز به مایکل، رضایت بسیاری دیگر از منتقدان را، از اجرای او، منعکس کرد.
بسیاری نیز، جارویس کاکر را دلقک و احمق نامیدند.
اما به یکباره رسانه‌ها به جانبداری از کاکر پرداختند. در مراسم جایزه بریت، مایکل با لباس سیاه وارد صحنه شد و سپس آن را از تن بیرون آورد. او در زیر این جامهٔ سیاه، لباس سفیدی به تن داشت. و در پایان کودکان و سایر افراد حاضر در صحنه را به سمت نوری که بر روی صحنه می‌تابید هدایت کرد.
رسانه‌ها مایکل را برای این حرکت سرزنش کردند و او را متهم کردند که خود را مسیح می‌بیند و تصور می‌کند حامل پیامی برای زمینیان است.
سپس رسانه‌های آمریکا اجرای ترانهٔ زمین را ضد یهود خواندند.
در صحنهٔ پایانی اجرای جوایز بریت، مایکل با لباس سفید حاضر می‌شود و همه را در آغوش می‌گیرد. از جمله فردی را که لباس یهودی به تن داشت و مایکل صورت اورا میبوسد. رسانه‌ها معتقد بودند که فرد یهودی که نمایندهٔ دین یهود است، مایکل را که نمایندهٔ دین مسیح است، مورد پرستش قرار می‌دهد. و این کار یعنی دین مسیح از دین یهود برتر است.
رسانه‌های آمریکا در این مورد اقدام به نظر سنجی از مردم کردند. نظر سنجی انجام شده، مایکل جکسون را یهودستیز، ضدمسیح و ضددین می‌خواند و این در حالی بود که مراسم اجرای جوایز بریت در آمریکا پخش نشد و آمریکایی‌ها آن اجرا را ندیده بودند.
رسانه‌ها حمایتشان از کاکر را بیشتر کردند. کاکر در مصاحبه‌ای با یک شبکهٔ تلویزیونی انگلیسی گفت: «من از حرکات او بر روی صحنه بدم آمد و حس کردم که اطرافیانم هم همین احساس را دارند. فکر کردم که باید کاری انجام دهم. بلند شدم و روی صحنه رفتم. نمی‌دانستم چه بکنم. فکر کردم شاید بهتر باشد ادای او را در بیاورم. دور صحنه بدوم و از وسایل روی صحنه بالا بروم و مانند او خم بشوم».
کاکر گفته که برای اعتراض به ظاهر مسیح گونهٔ مایکل بر روی صحنه رفته‌است و این در حالی بود که وقتی او به صحنه هجوم برد، مایکل بر روی جرثقیل بود و هنوز لباس سیاه به تن داشت و هیچ نشانه‌ای از مسیح و پرستش او از طرف یهود دیده نمی‌شد. همچنین کاکر ادعا کرد که به خاطر اینکه مردم حاضر در سالن که بالغ بر ۲،۰۰۰ نفر می‌شدند نیز از این اجرای مایکل بدشان آمده بود، این کار را کرد ولی در فیلم این اجرا زمانی که نیروهای امنیتی کاکر را به بیرون می‌بردند مردم به صورت یک‌صدا در حال فریاد زدن نام «مایکل» بودند.
مایکل در واکنش به جنجال رسانه‌ها بیانیه‌ای در سایت سونی منتشر کرد و دلایلش را از نوشتن این ترانه اعلام کرد:
من غم و رنج بسیاری حس می‌کردم. ترانهٔ زمین برای من، سرود زمین است. چون حس می‌کنم طبیعت بسیار سخت تلاش می‌کند تا خسارت‌هایی را که بشر بر زمین و محیط زیست وارد نموده است، جبران کند. فکر می‌کنم زمین رنج می‌کشد. و این آهنگ برای من فرصتی بود تا به مردم اجازه دهم صدای زمین را بشنوند.

### تور جهانی تاریخ

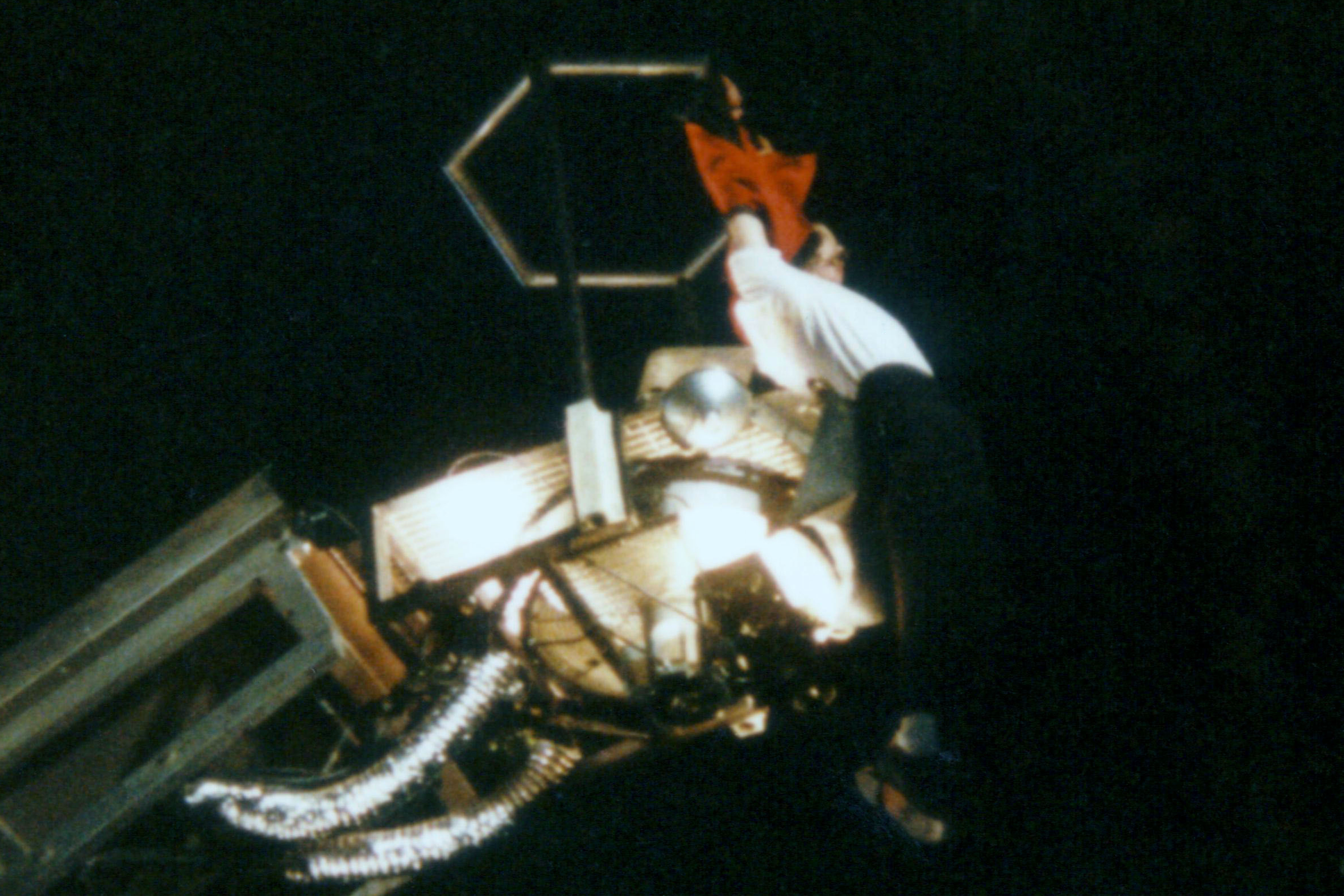
تصویری از اجرای زندهٔ «ترانهٔ زمین» توسط جکسون در ۲۰ ژوئن ۱۹۹۷ در تور جهانی هیستوری. مایکل بر روی چری پیکر آویزان شده‌است.

پس از انتشار آلبوم هیستوری، مایکل جکسون تور جهانی هیستوری را در سال‌های ۱۹۹۶ تا ۱۹۹۷ اجرا کرد. در این تور «ترانهٔ زمین» نیز اجرا شد.

#### شرح اجرا
در ابتدای اجرا یک انفجار بر روی صحنه اتفاق می‌افتد و طراحی صحنه به صورت شهرهای جنگ زده می‌شود که خانه‌های ویران شده را نشان می‌دهد. سپس مایکل آهنگ را آغاز می‌کند. لباس او از رنگ‌های سیاه، سفید و قرمز تشکل شده‌است. در تلویزیون بزرگ پشت سر مایکل نیز صحنه‌هایی از ویرانی زمین و جنگ نشان داده می‌شود. سپس چند نفر متشکل از چند زن، مرد و کودک با لباس‌های مختلف و کهنه که نشان دهندهٔ آثار جنگ است بر روی صحنه می‌آیند و به تماشای اجرای مایکل مشغول می‌شوند. مایکل بر روی دستگاه چری پیکر می‌رود و خود را از آن آویزان می‌کند. پس از پایین آمدن از دستگاه، صدایی شبیه به شلیک گلوله از تانک شنیده می‌شود و در میان گرد و غبار پشت صحنه، یک دستگاه تانک حامل یک سرباز نظامی وارد صحنه می‌شود. مایکل جلوی تانک را می‌گیرد و سرباز داخل تانک بیرون می‌آید و با اسلحه‌ای که در دست دارد مردم را تهدید می‌کند و در آخر تفنگ را به سمت مایکل نشانه می‌گیرد. در همین حال مایکل بدون هیچ حرکتی به آن سرباز نگاه می‌کند و دستش را روی اسلحه میگذارد و سرش را به نشان احترام پایین میاورد سرباز که تحت تأثیر نگاه او قرار گرفته، اسلحه را زمین می‌گذارد و گریه می‌کند. سپس دختر بچه‌ای که گل آفتاب‌گردان به دست دارد به سمت سرباز می‌رود و آن گل را به او تقدیم می‌کند. سرباز که در حال گریه است گل را می‌گیرد و با شرمساری به دختر بچه نگاه می‌کند. در همین حال مایکل که با آن سرباز در حال گریه بود، دست سرباز را می‌گیرد و او را بلند می‌کند و به سمت جمعیت دستان خود را باز می‌کند.

## ستایش‌ها و نقدها
جوزف ووگل، نویسنده و منتقد موسیقی، در کتابی به نام «آواز زمین: نگاهی به شاهکار مایکل جکسون» (انتشار: ۲۰۱۱) می‌گوید:

پیش از حقیقت ناراحت‌کنندهٔ ال گور، قبل از آواتار و وال-ای، پیش از آنکه توجه به محیط زیست چنین بر سر زبان‌ها بیفتد آواز زمین مایکل جکسون بود. یکی از غیرمعمول‌ترین و جسورانه‌ترین آهنگ‌های اعتراضی در تاریخ موسیقی عامه‌پسند. یک آهنگ موفق جهانی که در بیش از ۱۵ کشور شماره یک گردید، اما در آمریکا حتی منتشر هم نشد.
۱۶ سال پس از آن روز، شمار تحسین کنندگان این آهنگ همچنان رو به فزونی است. این آهنگ که التماسی ناامیدانه است از زبان زمین و ساکنان آن به خصوص افرادی که بیشتر در معرض آسیب قرار دارند، امروز هم چونان گذشته، پرمعنا و با اهمیت است.
آواز زمین به شدت برای جکسون که به درستی آن را یکی از بهترین آثارش می‌دانست، مهم بود. او به گونه‌ای برنامه‌ریزی کرده بود که این آهنگ نقطهٔ اوج کنسرت‌های نافرجام این آخرش است در لندن باشد. «آواز زمین» آخرین آهنگی بود که او پیش از مرگ بر روی صحنه تمرین کرد... «آواز زمین» می‌رفت که بزرگ‌ترین سرود زیست‌محیطی تاریخ شود. در بیش از ۱۵ کشور جهان در بالای جدول‌های موسیقی حکمرانی می‌کرد و بیش از ۵ میلیون نسخه به فروش رساند. با این حال منتقدان نمی‌دانستند که چگونه باید با این اثر برخورد کنند. موسیقی آن تلفیقی بود از اپرا، راک، سرود کلیسا و بلوز. چیزی متفاوت از هر آهنگی که از رادیو به گوش می‌رسید. هر نوع انتظاری را که می‌شد از یک سرود سنتی داشت، به چالش می‌کشید. به جای مضمونی ملی‌گرایانه، سخن از دنیایی آورد به دور از مرز بندی و سلسله مراتب. به جای گفتن از باورهای مذهبی و نگرش انسانی، صبحت از گسترده شدن بینش مردمان بود نسبت به تعادل و هماهنگی زیست‌محیطی. به جای یک پروپاگاندای ساده‌انگارانه برای برپایی یک جنبش اعتراضی، بیانی اصیل بود و هنرمندانه. به جای یک هم‌سرایی پر سروصدا که دست مایهٔ تی‌شرت‌ها و آگهی‌نماهای تبلیغاتی شود، شیوَنی جهانی بود و بی‌کلام.

### شناخت محیط زیست
مایکل جکسون در سال ۱۹۹۵، جایزه موسیقی دوریس دی را از مراسم جایزهٔ جِنیسِس برنده شد. این جایزه به موسیقی‌دانانی که بیشترین اهمیت را به حیوانات می‌دهند تقدیم می‌شود. تا به امروز تنها ۴ نفر موفق به دریافت این جایزه شده‌اند. در سال ۲۰۰۸ یک نویسندهٔ اهل نیجریه گفت: «ترانهٔ زمین توجه جهانیان را به تخریبی که انسان به سیاره زمین وارد کرده‌است و آن را به نابودی کشانده جلب می‌کند».

## بازخوانی‌ها
«آواز زمین» توسط سرگی لازارو (به انگلیسی: Sergey Lazarev) یک خوانندهٔ اهل روسیه در سال ۲۰۰۵ دوباره‌خوانی (به انگلیسی: Cover) شد. همچنین در سال ۲۰۱۱ توسط هایلی رینهارت در فصل ۱۰ برنامهٔ آمریکن آیدل بازخوانی شد. همچینین نی-یو خوانندهٔ سیاه‌پوست اهل آمریکا و شاریس، «آواز زمین» را در تور «هیتمن برگشته: دیوید فاستر و دوستان» (به انگلیسی: Hitman Returns: David Foster and Friends) اجرا کردند.

### مراسم جایزه گرمی
در مراسم اهدای جایزه گرمی سال ۲۰۱۰، جنیفر هادسن، کری آندروود، اسموکی رابینسون، سلین دیون و آشر برای بزرگ‌داشت مایکل جکسون ترانهٔ «آواز زمین» را به صورت زنده اجرا کردند. در هنگام اجرای این آهنگ توسط این هنرمندان، تصاویری سه‌بعدی در تلویزیون‌های بزرگ پشت سر آن‌ها پخش می‌شد. این تصاویر در اصل برای نمایش در کنسرت‌های این آخرش است (۲۰۰۹) در نظر گرفته شده بود که با درگذشت جکسون هرگز برگزار نشدند. پس از اجرای این ترانه، پرنس و پاریس، فرزندان مایکل بر روی صحنه آمدند تا جایزهٔ گرمی «یک عمر فعالیت هنری» پدرشان را دریافت کنند. آن‌ها سخنرانی مختصری نیز انجام دادند.

## نسخه‌های رسمی
- Album Version
- Hani’s Club Experience
- Hani’s Around The World Experience
- Hani’s Radio Experience
- Hani’s Extended Radio Experience
- Radio Edit

- منبع:[۱۲]

## عوامل
- ترانه‌نویس: مایکل جکسون
- آهنگساز: مایل جکسون
- خواننده: مایکل جکسون
- خوانندهٔ پس‌زمینه: مایکل جکسون
- تهیه‌کننده: مایکل جکسون، دیوید فاستر
- شرکت تهیه‌کننده: بیل بوترل
- کیبورد: دیوید پایچ
- گیتار بیس: گای پِرَت
- برنامه‌نویسی سینث‌سایزر: استیو پورکارو
- تنظیم ارکستر: جیمز هورنر (تنها در میکس ارکستر)
- شرکت اجراکننده: ارکستر فیلارمونیک لندن (تنها در میکس ارکستر)

## جدول‌ها و گواهی‌نامه‌ها
| جدول (۱۹۹۵)                              | رتبه |
| ---------------------------------------- | ---- |
| Australian ARIA Singles Chart            | ۱    |
| O3 تاپ ۴۰ اتریش                          | ۱    |
| Belgian (Flanders) Singles Chart         | ۱    |
| Belgian (Wallonia) Singles Chart         | ۱    |
| Dutch Singles Chart                      | ۱    |
| Eurochart Hot 100 Singles                | ۱    |
| Finnish Singles Chart                    | ۱    |
| French Singles Chart                     | ۱    |
| German Singles Chart                     | ۱    |
| Italian Singles Chart                    | ۱۵   |
| New Zealand RIANZ Singles Chart          | ۱    |
| Norwegian Singles Chart                  | ۱    |
| Spanish Singles Chart                    | ۱    |
| Swedish Singles Chart                    | ۱    |
| چارت موسیقی سوئیس                        | ۱    |
| جدول تک‌آهنگ‌های بریتانیا                  | ۱    |
| U.S. Billboard Hot Dance Music/Club Play | ۱۱   |
| جدول (۲۰۰۹)                              | رتبه |
| Danish Singles Chart                     | ۱    |
| European Hot 100 Singles                 | ۱    |
| French Digital Singles Chart             | ۲۰   |
| Swedish Singles Chart                    | ۴۴   |
| چارت موسیقی سوئیس                        | ۴    |
| جدول تک‌آهنگ‌های بریتانیا                  | ۳۳   |

| کشور     | گواهی‌نامه     | میزان فروش       |
| -------- | ------------- | ---------------- |
| آلمان    | پلاتین دوگانه | بیش از ۱،۰۰۰،۰۰۰ |
| سوئیس    | پلاتین        | بیش از ۵۰،۰۰۰    |
| انگلستان | پلاتین        | بیش از ۱،۰۰۰،۰۰۰ |